# Fusarium oxysporum f.sp. cattleyae
Fusarium oxysporum f.sp. cattleyae là một loài nấm gây bệnh cho cây.

## Hình ảnh

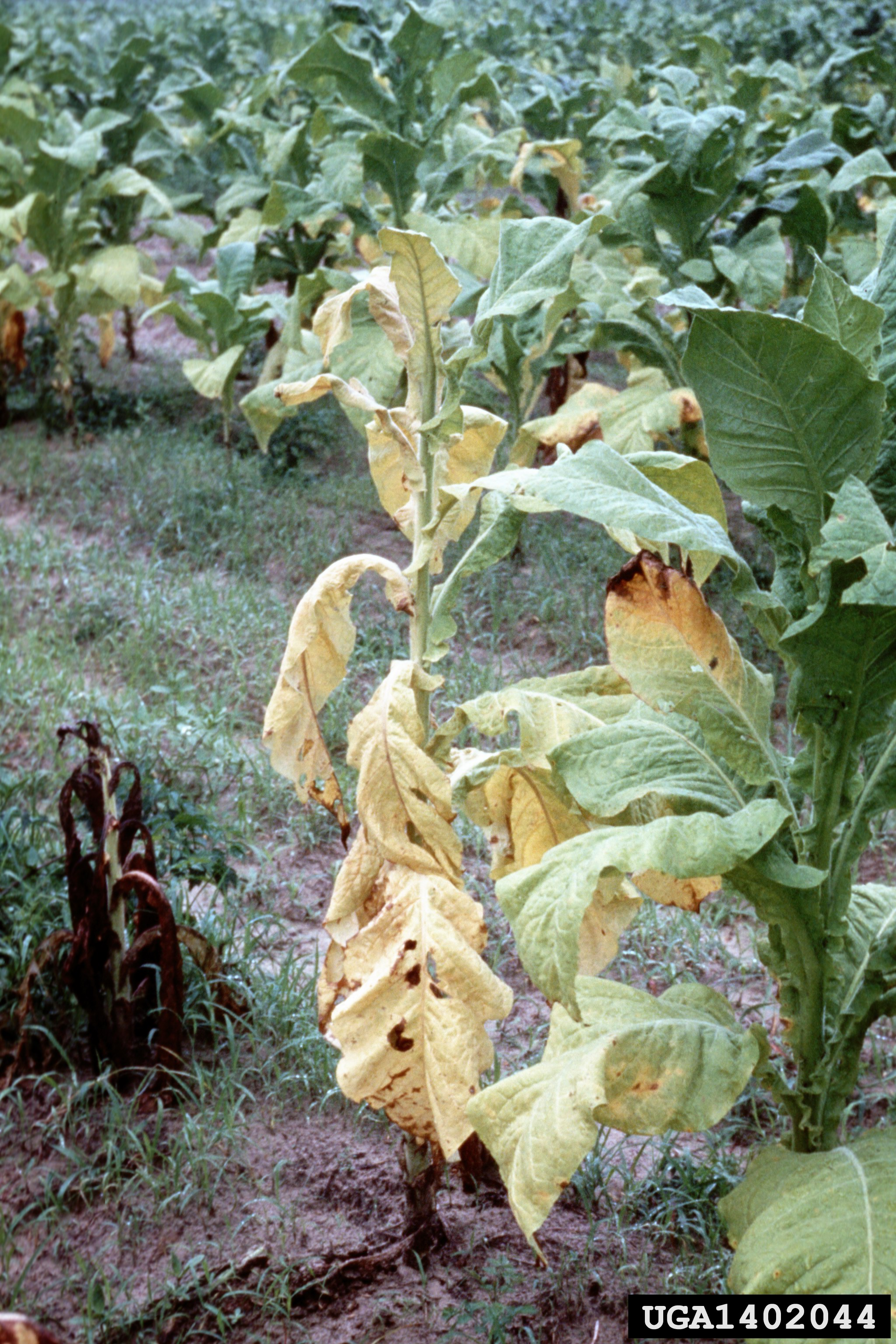
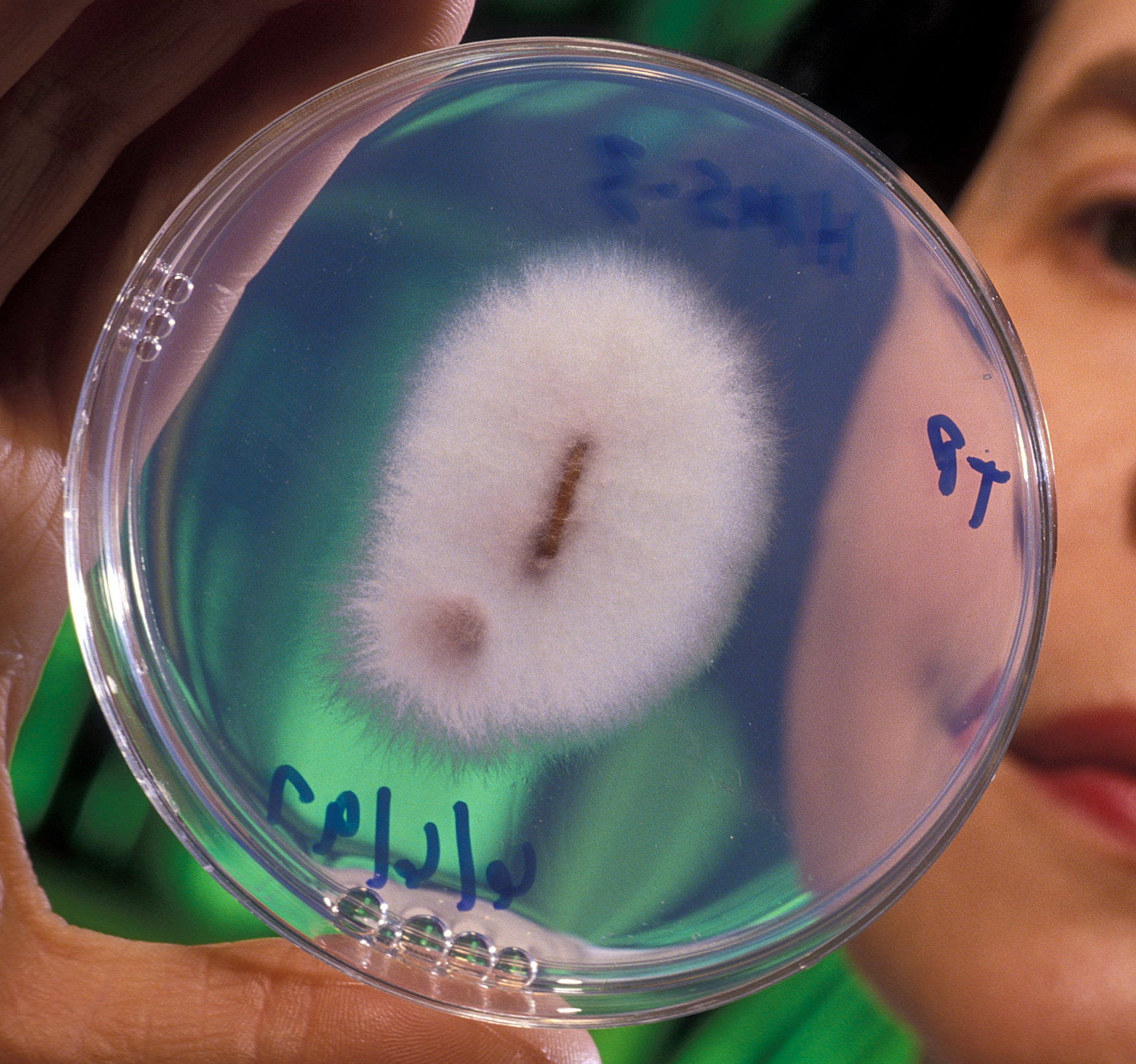
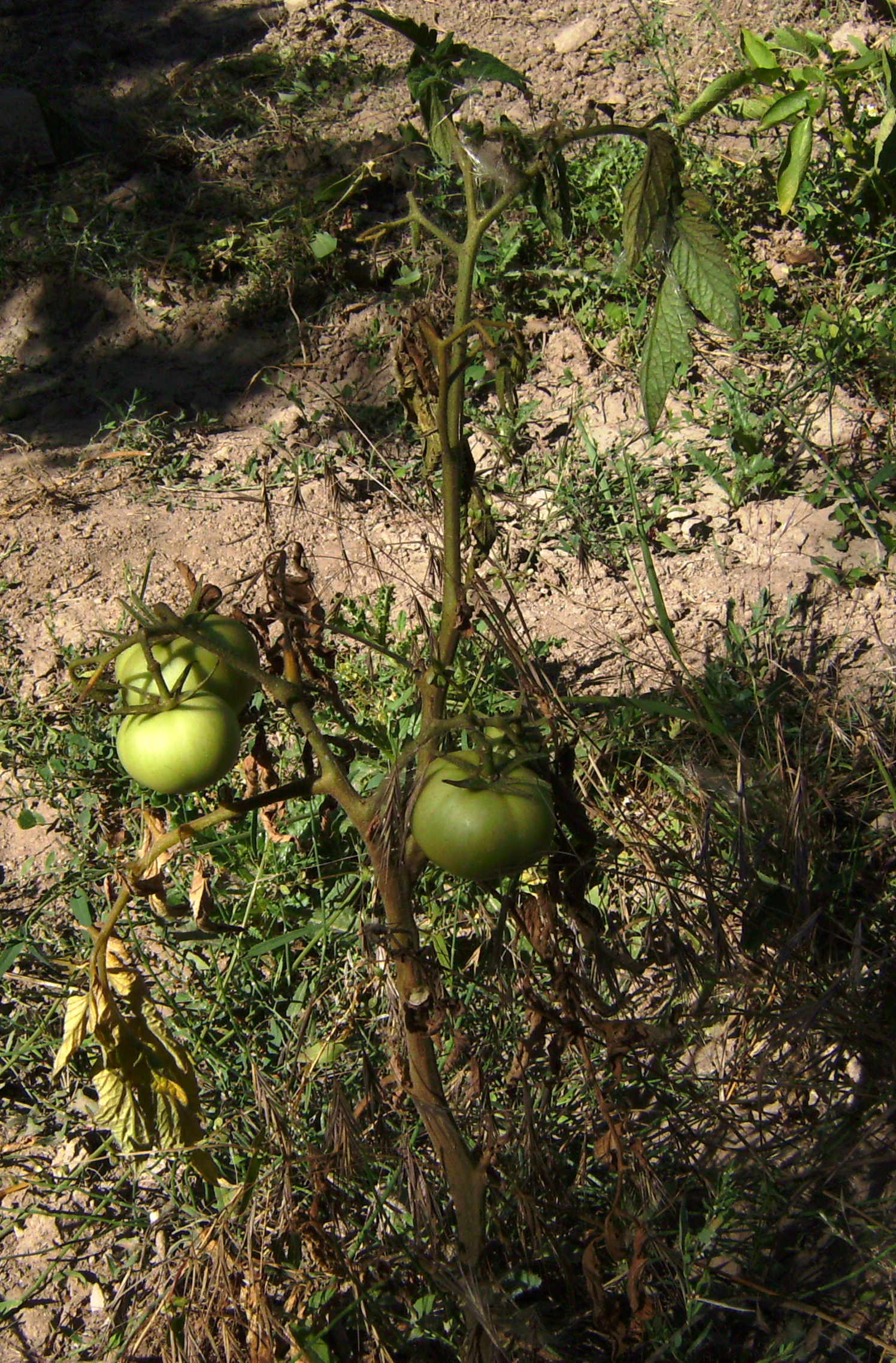